# Мазій Марія Семенівна
Марія Семенівна Мазій (1922, село Бакумівка, тепер Рокитнянського району Київської області — ?) — українська радянська діячка, новатор сільськогосподарського виробництва, ланкова колгоспу «Червоний хлібороб» села Бакумівки Рокитнянського району Київської області. Депутат Верховної Ради УРСР 2-го скликання.

## Життєпис
Народилася у селянській родині. У 1938 році закінчила шість класів сільської школи.
З 1938 року працювала колгоспницею, свинаркою колгоспу «Комунар» села Бакумівки Рокитнянського району Київської області.
Під час німецько-радянської війни проживала у селі Ромашки Рокитнянського району та працювала у сільському господарстві.
З 1944 року — ланкова рільничої бригади та член правління колгоспу «Червоний хлібороб» села Бакумівки Рокитнянського району Київської області. Вирощувала високі врожаї цукрових буряків та проса. 
Член ВЛКСМ з 1945 року. Обиралася членом бюро Рокитнянського районного комітету ЛКСМУ Київської області.

## Нагороди
- медаль «За доблесну працю у Великій Вітчизняній війні 1941—1945 років»
- медалі